# Новиков, Александр Александрович (математик)
Алекса́ндр Алекса́ндрович Но́виков (род. 22 июня 1945) — советский и российский математик, профессор, доктор физико-математических наук (1982), автор условия Новикова.

## Биография
Окончил физтех (1970). В 1972 г. защитил кандидатскую диссертацию.
С 1970 г. работает в Математическом институте им. В. А. Стеклова АН СССР (РАН): младший, затем старший научный сотрудник, с 1996 — внештатный сотрудник Отдела теории вероятностей и математической статистики .
Доктор физико-математических наук (1982, специальность ВАК: 01.01.05 (теория вероятностей и математическая статистика)), профессор.
В 1996—1999 доцент (старший лектор) Ньюкаслского университета (Австралия). С 1999 г. профессор математики Университета технологии (Сидней).
Автор условия Новикова (Novikov’s condition). Соавтор решения задачи об оптимальной остановке для случайных блужданий (Novikov-Shiryaev Optimal Stopping Problems).

## Сочинения
Полный список публикаций: http://www.mi-ras.ru/index.php?c=pubs&id=23348&showmode=years&showall=show&l=0
Наиболее цитируемые:
- Новиков А. А. Об одном тождестве для стохастических интегралов // Теория вероятностей и ее применения. 1972. Т. 17, № 4. С. 761—765.
- А. А. Новиков, «Об оценках и асимптотическом поведении вероятностей невыхода винеровского процесса на подвижную границу», Матем. сб., 110(152):4(12) (1979), 539—550
- A. Novikov, E. Valkeila, «On some maximal inequalities for fractional Brownian motions», Statist. Probab. Lett., 44:1 (1999), 47-54
- А. А. Новиков, «Мартингалы и моменты первого выхода для процесса Орнштейна — Уленбека со скачками», ТВП, 48:2 (2003), 340—358
- А. А. Новиков, А. Н. Ширяев, «Об одном эффективном случае решения задачи об оптимальной остановке для случайных блужданий», ТВП, 49:2 (2004), 373—382
- A. Novikov, A. Shiryaev, «On solution of the optimal stopping problem for processes with independent increments», Stochastics, 79:3-4 (2007), 393—406